# Ель-Татіо

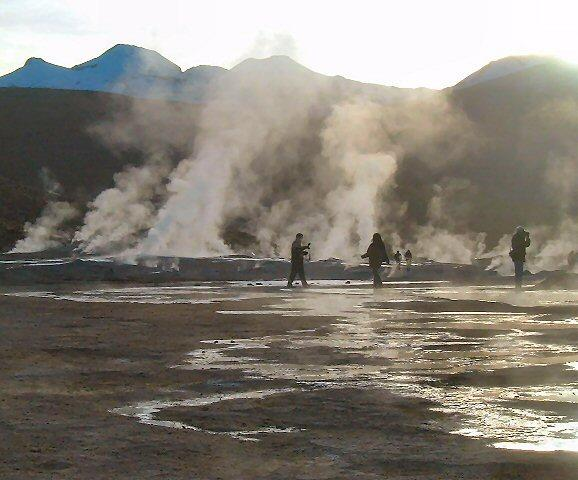
Один з гейзерів в Ель-Татіо

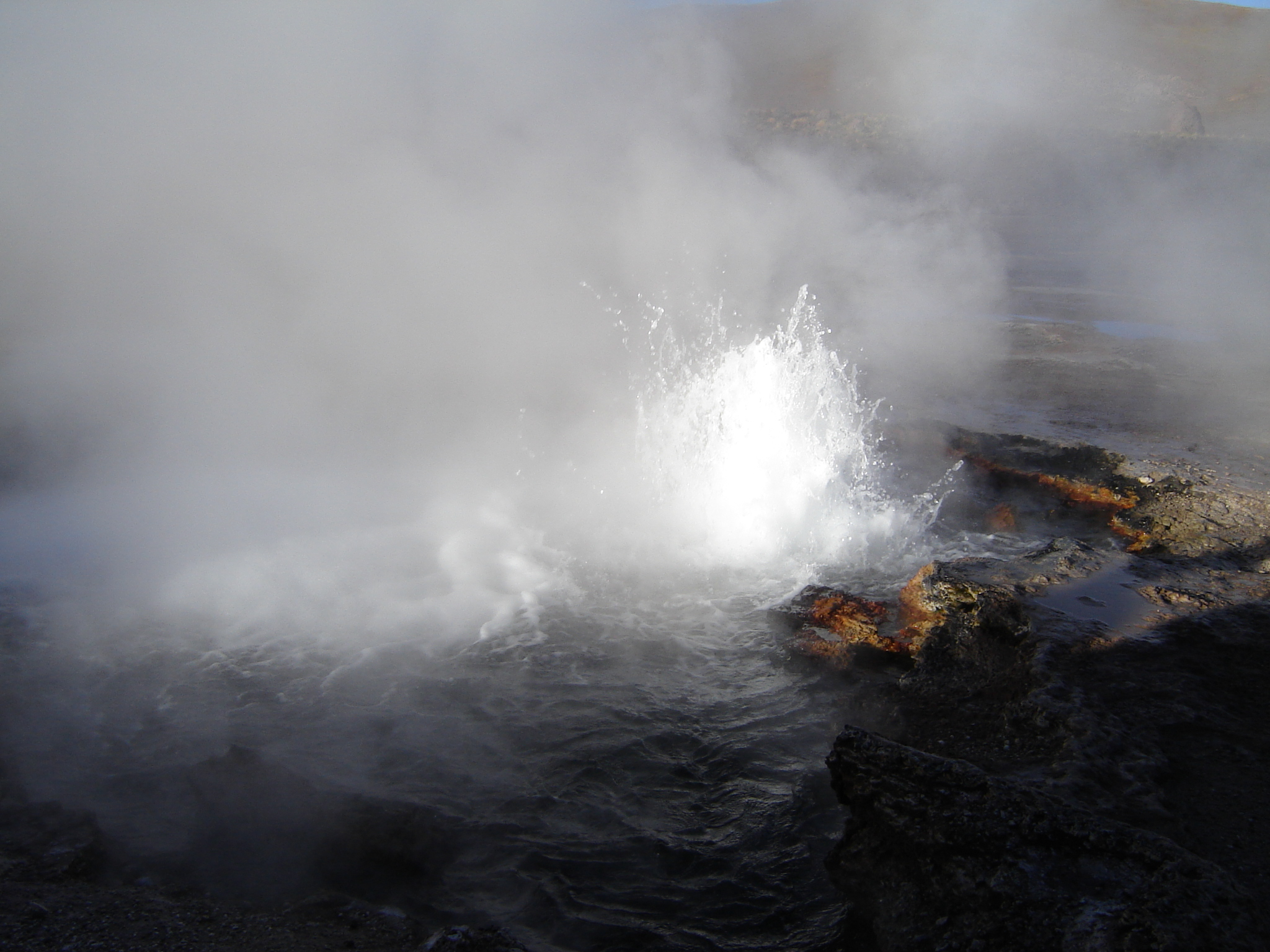
Ще один гейзер в Ель-Татіо

Ель-Татіо (ісп. El Tatio або Los Géiseres del Tatio, el tatio означає «дідусь») — поле гейзерів, розташоване в Андах в північній Чилі, на висоті 4 200 м над рівнем моря. Це одне з найвищих полів гейзерів у світі, після поля гейзерів Пучулдіса (Puchuldiza) в Чилі та, ймовірно, кількох інших. Поле містить більш ніж 80 активних гейзерів та є найбільшим в Південній півкулі та другим у світі (після Єлоустоуна у США, до червня 2007 року було третім, після також Долини гейзерів в Росії, частково знищеної в 2007 році).

## Інтернет-ресурси
- Google Maps location
- El Tatio Geyser Field
- Geyser Observation and Study Association
- World Geyser Fields
- Page denouncing damage done by prospecting (in Spanish)
- Virtual Tour on 360° of El Tatio Chilexplora.com
- Technical details of one proposed geothermal power project
- On the 2009 incident and implications

1. ↑  https://web.archive.org/web/20230425121444/https://iugs-geoheritage.org/videos-pdfs/iugs_first_100_book_v2.pdf — С. 176.